# Фон-дю-Лак (містечко, Вісконсин)
Фон-дю-Лак (англ. Fond du Lac) — місто (англ. town) в США, в окрузі Фон-дю-Лак штату Вісконсин. Населення — 3015 осіб (2010).

## Демографія
Згідно з переписом 2010 року, у місті мешкало 3015 осіб у 1167 домогосподарствах у складі 915 родин. Було 1239 помешкань
Расовий склад населення:
| - 97,2 % — білих - 1,0 % — азіатів - 0,3 % — чорних або афроамериканців - 0,1 % — корінних американців |

До двох чи більше рас належало 0,7 %. Частка іспаномовних становила 2,7 % від усіх жителів.
За віковим діапазоном населення розподілялося таким чином: 22,8 % — особи молодші 18 років, 62,0 % — особи у віці 18—64 років, 15,2 % — особи у віці 65 років та старші. Медіана віку мешканця становила 43,6 року. На 100 осіб жіночої статі у місті припадало 99,8 чоловіків; на 100 жінок у віці від 18 років та старших — 99,5 чоловіків також старших 18 років.
Середній дохід на одне домашнє господарство становив 96 376 доларів США (медіана — 83 415), а середній дохід на одну сім'ю — 103 945 доларів (медіана — 92 700). Медіана доходів становила 57 763 долари для чоловіків та 42 090 доларів для жінок. За межею бідності перебувало 2,8 % осіб, у тому числі 1,4 % дітей у віці до 18 років та 5,2 % осіб у віці 65 років та старших.
Цивільне працевлаштоване населення становило 2085 осіб. Основні галузі зайнятості: освіта, охорона здоров'я та соціальна допомога — 18,3 %, виробництво — 16,9 %, роздрібна торгівля — 13,1 %, будівництво — 10,5 %.